# František Pošar
František Pošar (* 5. října 1940) je český fotbalový trenér a bývalý prvoligový obránce. Bydlí v Dobřanech.

## Hráčská kariéra
V československé lize hrál za Spartak LZ Plzeň (dobový název Viktorie), aniž by skóroval. Začínal v Dobřanech a během základní vojenské služby nastupoval za Rudou hvězdu Cheb.

### Prvoligová bilance
| Ročník          | Zápasy | Góly | Minuty | Klub                |
| --------------- | ------ | ---- | ------ | ------------------- |
| I. liga 1961/62 | 2      | 0    | 180    | TJ Spartak LZ Plzeň |
| I. liga 1962/63 | 9      | 0    | 741    | TJ Spartak LZ Plzeň |
| CELKEM I. LIGA  | 11     | 0    | 921    |                     |

## Trenérská kariéra
Po skončení hráčské kariéry se stal trenérem.